# Elde
Elde este un râu afluent de pe versantul drept a lui Löcknitz care se varsă în Elba.

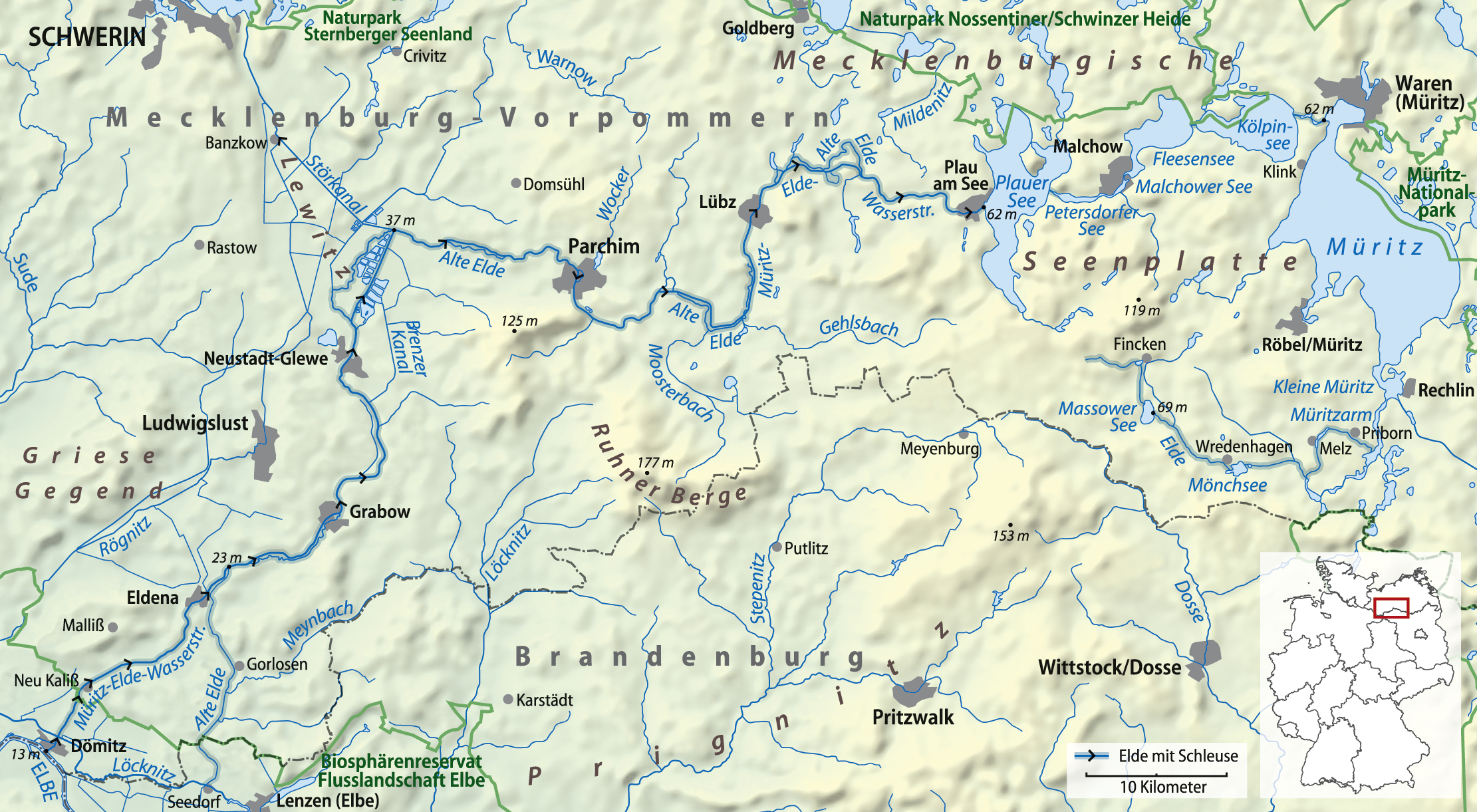